# جين جبسون
أودري جين جيبسون (بالإنجليزية: (Audrey Jane Gibson (بينسنت قبل الزواج؛ 5 أكتوبر 1924 – 10 يونيو 2008) هي عالمة أحياء دقيقة وكيمياء حيوية أمريكية بريطانية، عملت في مجال بكتيريا التركيب الضوئي. اكتشفت أهمية عنصر السيلينيوم في عمليات التمثيل الغذائي للبكتيريا، ووصفت نوعًا جديدًا من بكتيريا الكبريت في جنس الكلوروهيربتون Chloroherpeton)). أصبحت أستاذة في جامعة كورنيل في عام 1979، وكانت محررة في المجلة العلمية أبلايد آند إنفايرومنتال ميكربيولوجي (Applied and Environmental Microbiology).

## حياتها المبكرة
وُلدت أودري جين بينسنت في 5 أكتوبر عام 1924 في باريس، وكان والدها جيرالد هيوم سافري بينسنت (1888-1976) مراقبًا عامًا لمكتب المملكة المتحدة الوطني للديون. ووالدتها كاثرين كنتسبير (1884-1949)، ابنة النائب الليبرالي، السير جورج رادفورد.
قضت سنواتها الأولى في سويسرا وديفون. وتلقت تعليمها في مدرسة ماينارد في إكستر، وفي عام 1946، حصلت على مرتبة الشرف من الدرجة الأولى في الكيمياء الحيوية في كلية نيونهام بجامعة كامبردج تحت إشراف عالمة الكيمياء الحيوية مارجوري ستيفنسون. وفي عام 1949 حصلت على درجة الدكتوراه في علم الأحياء الدقيقة من معهد ليستر بجامعة لندن.

## مسيرتها المهنية وإنجازاتها
أثناء وجودها في معهد ليستر في عام 1954، اكتشفت جيبسون الدور الأساسي الذي يلعبه العنصرين النزرين السيلينيوم (الذي اعتقد أنه سام سابقًا) والموليبدنوم في نمو البكتيريا، وخاصة في إنتاج فورمات الديهيدروجينيز (formate dehydrogenase) في البكتيريا القولونية (مثل البكتيريا الإشريكية القولونية).
حصلت جيبسون على زمالة للدراسات العليا من مؤسسة صندوق الكومنولث، ثم أمضت عامًا في العمل مع كورنيليوس برناردوس فان نيل في محطة هوبكينز البحرية بجامعة ستانفورد في كاليفورنيا، حيث تنامى اهتمامها ببكتيريا التركيب الضوئي. ولدى عودتها إلى بريطانيا، شغلت منصبًا في مختبر سيدني إلسدين للأحياء الدقيقة بجامعة شيفيلد. وعملت في المختبر على التمييز بين السيتوكرومات من النوع C وبكتيريا التركيب الضوئي.
أثناء وجودها في جامعة شيفيلد، التقت أودري جين بينسنت بزوجها المستقبلي عالم الكيمياء الحيوية كوينتن جيبسون، وفي العام 1951. تزوجت منه، وأنجبا أربعة أطفال. واصلت جين جيبسون العمل بدوام جزئي أثناء تربية أسرتها. وفي عام 1963، هاجرت إلى الولايات المتحدة، حيث شغلت عدة مناصب، أولها في جامعة بنسلفانيا، وبعد ثلاثة أعوام، شغلت منصبًا في قسم علم الأحياء الدقيقة في جامعة كورنيل، وفي عام 1970، تم منحها درجة أستاذ مشارك. ركزت أبحاثها على نقل واستخدام الأمونيا وغيرها من المركبات العضوية الصغيرة في المجموعات الرئيسية من بكتيريا التركيب الضوئي، وأصبحت خبيرة في رعاية ذلك النوع من البكتيريا. درست كذلك نمو البكتيريا الزرقاء، وشاركت في تأليف ورقة علمية أظهرت العلاقة التطورية الوثيقة التي تربط العديد من أنواع البكتيريا سالبة الغرام مثل الاشريكية القولونية مع بكتيريا التركيب الضوئي أرجوانية اللون. منحت جيبسون درجة الأستاذية الكاملة في عام 1979، وفي عام 1994 فازت بجائزة إديث إدجيرتون للتعليم المهني.
ركزت جيبسون أبحاثها على بكتيريا التركيب الضوئي الخضراء. وفي عام 1984 وصفت نوعًا جديدًا من بكتيريا الكبريت كلوروهيربيتون الثلاسيوم (Chloroherpeton thalassium) والمعزولة من الرواسب البحرية الموجودة في منطقة وودز هول، ماساتشوستس.
في آخر حياتها المهنية، استخدمت جيبسون البكتيريا الأرجوانية غير الكبريتية رودوبسودوموناس بالوستريس (Rhodopseudomonas palustris) لدراسة التحلل اللاهوائي لحلقة البنزين، وهي خطوة مهمة نحو تفكيك المواد الهيدروكربونية الملوثة للبيئة.
في عام 1983، عينت جيبسون في هيئة تحرير المجلة العلمية باكتيريولوجي (Journal of Bacteriology) حيث عملت حتى عام 1991. وشغلت بين العامين 1989 و1995 منصب رئيس تحرير المجلة العلمية أبلايد آند إنفيرومنتال مايكروبيولوجي (Applied and Environmental Microbiology).v وكانت أيضًا زميلة في الأكاديمية الأمريكية لعلم الأحياء الدقيقة.

## حياتها لاحقًا
عندما أصيب زوج جيبسون بقرحة في المعدة في عام 1969، قرر كلاهما قضاء الصيف في وودز هول. في عام 1970، اشترى الزوجان زورقًا ومنزلًا، وأمضيا فيه عشرين عامًا. ودرّست جين جيبسون دورات في علم الأحياء الدقيقة في مختبر الأحياء البحرية كل صيف، بينما كان زوجهما منشغلًا بجمع عينات من دم السمك لإجراء أبحاثه في جامعة كورنيل.
تقاعد كلاهما من جامعة كورنيل في عام 1996، ثم انتقلا للعيش في إتنا، نيو هامبشاير. لكنهما أمضيا أشهر الشتاء في هيوستن، تكساس. عمل زوجها في مختبر لعلم الحركة في جامعة رايس، بينما عملت جين جيبسون في قسم الأحياء الدقيقة في كلية الطب بجامعة تكساس.
توفيت جيبسون في منزلها في إتنا في العاشر من يونيو عام 2008 عن عمر يناهز 83 عامًا.